# محمد قطب
محمد قطب (‎/ˈkʌtəb/‎ ; عربی: محمد قطب ; ‏ ۲۶ ‎ ۱۹۱۹ – ۴ آوریل ۲۰۱۴) محقق مسلمان و برادر کوچک‌تر متفکر مسلمان مصری سید قطب بود. پس از اعدام برادرش توسط دولت مصر، محمد به عربستان سعودی نقل مکان کرد و در آنجا عقاید برادرش را ترویج کرد.

## زمینه
محمد قطب دومین فرزند بزرگتر از پنج فرزندی بود که در روستای مصر علیا موشا در نزدیکی اسیوت متولد شد و ۱۳ سال از برادر بزرگترش سید کوچکتر بود. هنگامی که پدرش در سال ۱۹۳۳ درگذشت، مادرش با فرزندانش به حلوان نزدیک قاهره نقل مکان کرد.
او در دانشگاه قاهره در رشته ادبیات انگلیسی تحصیل کرد و در سال ۱۹۴۰ فارغ‌التحصیل شد و بعداً دیپلم روان‌شناسی و تعلیم و تربیت گرفت.
او چند روز قبل از سید (در ۲۹ ژوئیه ۱۹۶۵) به اتهام همدستی به همراه برادرش در توطئه برای کشتن شخصیت‌های برجسته سیاسی و فرهنگی مصر و سرنگونی دولت دستگیر شد. برادرش در سال ۱۹۶۶ به دار آویخته شد، اما جان محمد نجات یافت و به همراه سایر اعضای اخوان المسلمین به عربستان سعودی پناه برد.
او در آنجا کتب سید را ویرایش و منتشر می‌کرد و به عنوان استاد معارف اسلامی در (طبق منابع مختلف) دانشگاه ام القری مکه و/یا دانشگاه ملک عبدالعزیز جده تدریس کرد. اسامه بن لادن و ایمن الظواهری (تئوریسین شماره ۲ و برجسته القاعده) دانشجویان او بودند. اسامه بن لادن کتاب «شیخ محمد قطب» را ترویج می‌کرد. به گفته لارنس رایت، بن لادن «معمولاً» در سخنرانی‌های عمومی هفتگی محمد قطب در دانشگاه ملک عبدالعزیز شرکت می‌کرد.
قطب در ۴ آوریل ۲۰۱۴ در بیمارستانی در مکه در سن ۹۴ سالگی درگذشت

## اثرگذاری
آموزه‌های او بر تفکرات مسلمانان قرن بیستم تأثیرگذار بوده است، به ویژه در عربستان سعودی پس از مهاجرت او به این کشور به سال 1972. علاوه بر سمت تدریس در دانشگاه ام القری و قطب دانشگاه ملک عبدالعزیز، محافل تدریس خصوصی نیز داشت و سخنرانی‌های خود را با نوار کاست، جزوه‌های چاپی و از اواخر دهه ۱۹۹۰ به بعد، اینترنتی منتشر می‌کرد. این اقدامات کمک کرد تا محبوبیت او فراتر از دانشجویان دانشگاه گسترش یابد. یکی از مشهورترین شاگردان قطب صفر الحوالی بود که تز او در مورد مرجیت و سکولاریزاسیون به شدت بر آموزه‌های خود قطب در این زمینه اثر گذاشت. قطب در نهضت صحوه نیز نقش مهمی داشت که طرفداران آن اغلب نوشته‌های او را نقل می‌کردند. به علاوه، حقوق ویراستاری محمد قطب بر آثار برادر مرحومش، سید قطب، به او این امکان را می‌داد که انتخاب کند کدام یک از آثار سید قطب منتشر شود و جنبه‌هایی را که با اندیشه دینی سید قطب ناسازگار می‌دانست، سانسور کند.

## یهودستیزی
قطب در بسیاری از نوشته‌های خود از وضعیت کنونی جهان اسلام انتقاد کرده و بر ناتوانی آن در ارتباط با قدرت‌های غربی تأکید کرده است. او این ضعف را به خود مسلمانان نسبت داد و آنها را چنین توصیف کرد که آموزه‌های واقعی اسلام را در زندگی یا اداره جوامع خود به کار نبرده‌اند. او جهان را در حالت جاهلیت به تصویر می‌کشد جاهلیتی حتی شدیدتر از قبل از ظهور محمد.
با این حال، به گفته قطب، جهل مسلمانان تنها عامل بحران در جهان اسلام نیست. او همچنین ضعف جهان اسلام را به دشمنان این دین نسبت داد که او آنها را مسیحیان و یهودیان می‌دانست. قطب غالباً از اصطلاحاتی چون صلیبیون برای اشاره به مسیحیان و صهیونیست‌ها برای اشاره به یهودیان استفاده می‌کرد و درگیری‌های نظامی قبلی بین این گروه‌های مذهبی و جمعیت مسلمان را به عنوان سند بیان می‌کرد. اگرچه قطب، مسیحیان را دشمن اسلام می‌دانست، اما مسیحیت را دارای نفوذی محدود بر جامعه مدرن غربی قلمداد می‌کرد که به عقیده او اکنون تحت کنترل یهودیان است.
بنابراین، محمد قطب به این نتیجه رسید که فمینیسم و دعوت به رهایی زنان باید به عنوان تهدیدی جدی برای ثبات جامعه اسلامی تلقی شود.
استدلال قطب در مورد نفوذ فرهنگی غرب بر جامعه اسلامی به شدت بر نظریه‌های توطئه ضد یهود مانند بزرگان صهیون استوار است و او در نوشته‌های خود به این متون اشاره کرده است. با این حال، دیدگاه او در مورد نقش زنان در حفظ ساختارهای اجتماعی به‌طور کلی جنبه برجستهٔ نظریه‌های توطئه ضد یهود او نیست. انتقادات او بر این موضوع احتمالاً متأثر از دانشمند و نویسنده فرانسوی الکسیس کارل باشد، که او نیز همچنین نگرانی‌هایی را در مورد تأثیر فمینیسم بر ساختارهای اجتماعی مطرح کرد و نوشته‌هایش برای محمد و سید قطب شناخته شده بود.